# Mirosław Uryga
Mirosław Uryga (nascido em 7 de fevereiro de 1962) é um ciclista polonês. Tornou-se piloto profissional no ano de 1989. Terminou em terceiro lugar na competição Volta à Polónia de 1986.